# Муллуту-Лооде (орнітологічна територія)
Орнітологі́чна терито́рія Му́ллуту-Ло́оде (ест. Mullutu-Loode linnuala) — природоохоронна територія в Естонії, у волості Ляене-Сааре повіту Сааремаа. Входить до Європейської екологічної мережі Natura 2000.
Загальна площа — 6567,4 га, у тому числі площа водойм — 1896,6 га.
Орнітологічна територія утворена 5 серпня 2004 року.

## Розташування
Населені пункти, що розташовуються поблизу території: місто Курессааре та села Веннаті, Гірмусте, Кирккюла, Коґула, Лагекюла, Муллуту, Мяндьяла, Насва, Паріла, Паевере, Тиллі, Ульє.
До складу орнітологічної території входять озера: Вяґара, Ерґессоо, Каалупі, Муллуту, Паадла, Суурлагт.

## Опис
Метою створення об'єкта є збереження видів птахів, у тому числі мігруючих, та їх природних оселищ існування (Директива 2009/147/EC).
На орнітологічній території Муллуту-Лооде охороняються 34 види птахів: очеретянка велика (Acrocephalus arundinaceus), шилохвіст (Anas acuta), широконіска (Anas clypeata), чирянка мала (Anas crecca), свищ (Anas penelope), крижень (Anas platyrhynchos), нерозень (Anas strepera), гуска сіра (Anser anser), попелюх (Aythya ferina), чернь чубата (Aythya fuligula), бугай (Botaurus stellaris), гоголь (Bucephala clangula), крячок чорний (Chlidonias niger), лунь очеретяний (Circus aeruginosus), лебідь малий (Cygnus columbianus bewickii), лебідь-шипун (Cygnus olor), лиска (Fulica atra), журавель сірий (Grus grus), орлан-білохвіст (Haliaeetus albicilla), мартин малий (Larus minutus), мартин звичайний (Larus ridibundus), грицик великий (Limosa limosa), крех малий (Mergus albellus), крех великий (Mergus merganser), крех середній (Mergus serrator), баклан великий (Phalacrocorax carbo), жовна зелена (Picus viridis), пірникоза червоношия (Podiceps auritus), пірникоза велика (Podiceps cristatus), пірникоза сірощока (Podiceps grisegena), пастушок (Rallus aquaticus), крячок річковий (Sterna hirundo), крячок полярний (Sterna paradisaea), чайка (Vanellus vanellus).